# Ali Ashour
Ali Ihmayda Ashour Shaabans (arabisk  (علي احميدة عاشور شعبان (født 1960, Khoms, Libyen) er en dommer og en libysk politiker. Han blev indsat som justitsminister den 22. november 2011 af Abdurrahim El-Keib fra Det libyske overgangsråd. Før den libyske borgerkrig i 2011, blev Ali Ashour kansler på Misrata Central Court.